# ザムトゲマインデ・シュタインプケ
ザムトゲマインデ・シュタインプケ (ドイツ語: Samtgemeinde Steimbke) は、ドイツ連邦共和国ニーダーザクセン州ニーンブルク/ヴェーザー郡のザムトゲマインデ（集合自治体）である。郡庁所在地の東に接して位置する。

## 地理
ザムトゲマインデ・シュタインプケは荒れ地、湿地、森に囲まれている。

### 自治体の構成
このザムトゲマインデは4つの町村からなる。
- ローデヴァルト
- シュタインプケ
- リンスブルク
- シュテックゼ

## 歴史
2004年12月31日までザムトゲマインデ・シュタインプケは当時のハノーファー行政管区に属したが、この行政管区はニーダーザクセン州の他の行政管区と同様に廃止された。

## 行政

### 議会
ザムトゲマインデ・シュタインプケの議会は20議席からなる。

### 首長
ザムトゲマインデの長は2014年からトルステン・デーデ（無所属）が務めている。

## 引用
1. ↑  Landesamt für Statistik Niedersachsen, LSN-Online Regionaldatenbank, Tabelle A100001G: Fortschreibung des Bevölkerungsstandes, Stand 31. Dezember 2023